# Bribri jezik
Bribri jezik (ISO 639-3: bzd), jezik kojim govori 11 000 ljudi (2002) iz plemena Bribri, što žive duž rijeka Lari, Telire i Uren u kostarikanskim provincijama Puntarenas i Limón. Pripada jezičnoj porodici talamanca. Ima nekoliko dijalekata: salitre-cabagra, amubre-katsi i coroma.
U upotrebi je i španjolski [esp]; pismo: latinica.

## Vanjske poveznice
- Ethnologue (14th)
- Ethnologue (15th)